# Бан Банк
«Бан Банк» (венг. Bánk bán) — трехактная опера венгерского композитора Ференца Эркеля. Считается национальной оперой Венгрии на либретто Бени Эгреши по мотивам одноимённой пьесы Йожефа Катоны. История описывает убийство Гертруды, жены короля Андраша II Крестоносца в 1213 году.

## Первое исполнение
Премьера всей оперы состоялась 9 марта 1861 года в Венгерском государственном оперном театре, Пешт. Дирижировал автор. До этого отдельные сцены исполнялись в концертах.

## Роли
| Роль                                       | Голос                   | Исполнители на премьере 9 марта 1861 (Дирижёр: Ференц Эркель) |
| ------------------------------------------ | ----------------------- | ------------------------------------------------------------- |
| Андраш II, король Венгрии                  | баритон или бас-баритон | Луи фон Биньо                                                 |
| Гертруда, королева                         | меццо-сопрано           | Жофья Хофбауэр                                                |
| Оттон I, брат Гертруды, [сын Бертольда IV] | тенор                   | Альберт Телек                                                 |
| Бан Банк, бан                              | тенор                   | Йожеф Эллингер                                                |
| Мелинда, его жена                          | сопрано                 | Корнелия Холлоши                                              |
| Бан Петур, глава дворян                    | баритон                 | Кароль Коседи                                                 |
| Тиборц, крестьянин                         | баритон                 | Михаль Фюреди                                                 |
| Биберах, бродячий рыцарь                   | баритон или бас-баритон |                                                               |
| Королевский офицер                         | тенор                   |                                                               |
| Знаменосец                                 | баритон                 |                                                               |

## Содержание
Действие происходит в Венгрии в 1213 году.

### Первый акт
Король Андраш II воюет в Крестовом походе. Его жена, Гертруда (по происхождению — немка из Герцогства Меранского), пирует с гостями, среди которых много иностранцев. Бан Банк находится в отъезде, объезжая разоренную страну. Оттон, младший брат Гертруды, пытается соблазнить Мелинду, жену бана Банка. Группа венгерских дворян во главе с баном Петуром, озабоченная судьбой страны и честью жены Банка, планирует заговор. Петур послал за Банком, надеясь на его помощь. Банк приезжает в гневе, что старый друг смеет угрожать трону. Когда Петур сообщает ему о домогательствах Оттона, Банк обещает посетить встречу заговорщиков.

### Второй акт
Банк в отчаянии молится о стране и своём добром имени. На террасе Вышеградского замка крестьянин Тиборц рассказывает ему о беспросветной бедности страны из-за расточительности иностранцев. Бан, погруженный в свои мысли, едва слушает его. Выясняется, что Тиборц когда-то в сражении спас жизнь бана и Банк обещает свою помощь. Оттон, одобряемый королевой, безуспешно пытается соблазнить Мелинду, и, подсыпав ей отраву, насилует. Она, обезумевшая от ужаса, бросается к своему мужу. В порыве горя Банк чуть не срывает гнев на своём маленьком сыне, но, придя в себя, берет его на руки и утешает жену. Он просит Тиборца отвезти её и сына в свой замок за рекой Тисой на востоке Венгрии.
В тронном зале Банк призывает королеву к ответу за разорение страны и поруганную честь жены. Гертруда отвечает ему с пренебрежением и достает кинжал. Бан пытается отнять кинжал и в схватке королева получает смертельное ранение. Банк сокрушен тем, что был вынужден сделать.

### Третий акт
Тиборц с Мелиндой и её сыном достигают берегов Тисы. В приступе безумия Мелинда с сыном на руках бросается в воды реки на глазах у беспомощного старого крестьянина.
Король Андраш возвращается из похода. Стоя у катафалка жены, он призывает дворян к ответу за убийство, но те отрицают свою причастность. Банк оговаривает себя, утверждая, что зная вину королевы, он убил её умышленно. Король и бан обнажают мечи, но прибывает Тиборц с трупами Мелинды и ребёнка. Оружие падает из рук Банка и он падает на тела. Дворяне и челядь молятся об упокоении их душ.

## Музыка
Опера написана в стиле романтизма с элементами венгерского национального стиля «вербункош». В партитуре используются необычные для оперы инструменты, такие, как виола д’амур или цимбалы.

## Записи
| Год  | Оркестр и дирижёр                                                                                           | Состав | Label                                                                                     |
| ---- | --- | --- | ----------------------------------------------------------------------------------------- |
| 1956 | Budapest Philharmonic Orchestra and Hungarian State Opera Chorus; Vilmos Komor (Conductor).                 | László Jámbor, Rózsi Delly, László Külkei, József Joviczky, Júlia Osváth, Jánoz Fodor, György Melis, György Radnai, József Bódy, Miklós Tóth. Recorded at the Erkel Theatre. | LP: Qualiton HLPX 150-52 (three record set) (1956)                                        |
| 1969 | Budapest Philharmonic Orchestra and Hungarian State Opera Chorus; János Ferencsik (дирижёр).                | András Faragó, András Rajna, György Melis, László Palócz, Sándor Sólyom-Nagy, József Simándy, Karola Ágay, Erzsébet Komlóssy, József Réti, Imre Jóky | LP: Hungaroton LPX11376 — 78 (three record set) (1969) CD: DANACORD (two disc set) (1986) |
| 1993 | Hungarian Festival Chorus and Budapest Symphonists; Géza Oberfrank (conductor).                             | János Gurbán (II. Endre), Eva Marton (Gertrud), Tamás Daróczy (Ottó), András Molnár (Bánk Bán), Ingrid Kertesi (Melinda), István Gáti (Tiborc), Mihály Kálmándi (Petur Bán), Csaba Airizer (Biberach), Attila Fülöp (Royal officer), Pál Oberfrank (Ensign). Recorded 12-22 September 1993, Alpha Line Studio at the Italian Institute, Budapest                                             | Audio CD: Alpha Line Records ALR 005-07 (three-disc set)                                  |
| 2001 | Orchestra of the Hungarian Millennium, Honvéd Men’s Chorus, Hungarian National Chorus; Támás Pál (дирижёр). | Kolos Kováts (The King of Hungary), Eva Marton (The Queen), Dénes Gulyás (Ottó, Prince of Meran), Atilla Kiss B. (Bánk Bán, Palatine of Hungary), Andrea Rost (his wife), Lajos Miller (Tiborc, a peasant), Sándor Sólyom-Nágy (Petur Bán, The Lord of Bihar), Attils Réti (Biberach, knight-adventurer), Bence Asztalos (Sólom Mester). Recorded 13-19 March 2001, Phoenix Studio, Budapest | Audio CD: Warner Music Hungary 0927 44606 (two disc set)                                  |
| 2011 | Hungarian State Opera Chorus and Orchestra; Domonkos Héja (дирижёр).                                        | Tamás Busa, Gyöngyi Lukács, Attila Fekete, János Bándi, Ingrid Kertesi, Mihály Kálmándi, Csaba Szegedi, Béla Perencz, Lázsló Beöthy-Kiss | Audio CD: Opera Studio MAO001 (three disc set)                                            |